# Stadio Tierra de Campeones
Lo Stadio Tierra de Campeones, ufficialmente Stadio Tierra de Campeones Ramón Estay Saavedra (in spagnolo Estadio Tierra de Campeones Ramón Estay Saavedra), è uno stadio calcistico di Iquique, in Cile, della capienza di 12 000 spettatori. È stato costruito nel 1993.
È utilizzato prevalentemente dalla squadra locale, il Deportes Iquique.